# Billy Ritchie (Fußballspieler, 1936)
Billy Ritchie (* 11. September 1936 in Newtongrange; † 11. März 2016) war ein schottischer Fußballspieler.

## Karriere

### Vereine
Ritchie spielte in der Jugend eine Saison lang für den in Bathgate ansässigen FC Bathgate Thistle, bevor er von den Glasgow Rangers zur Saison 1955/56 unter Vertrag genommen wurde; doch erst in der Saison 1957/58 debütierte er in der Scottish Football League Division One, der seinerzeit höchsten Spielklasse im schottischen Fußball, 29 von 34 Saisonspiele bestritt er. Bis zum Saisonende 1966/67 konnte er dieser Anzahl noch 178 Punktspiele hinzufügen.
Während seiner Vereinszugehörigkeit wurde er zweimal Schottischer Meister, gewann viermal den nationalen Vereins- und dreimal den Ligapokal, nachdem er ab der Saison 1961/62 als Stammtorhüter auf George Niven folgte. Aufgrund der Erfolge nahm er mit seiner Mannschaft auch an den internationalen Pokalwettbewerben teil. Im Wettbewerb um den Europapokal der Landesmeister kam er in 18, um den Europapokal der Pokalsieger in zwölf Spielen zum Einsatz. Sein Debüt hatte er am 25. September 1957 bei der 1:2-Vorrundenniederlage bei AS Saint-Étienne im Rückspiel des Landesmeister-Wettbewerbs gegeben. Im Pokalsieger-Wettbewerb erreichte er mit seiner Mannschaft das seinerzeit noch in Hin- und Rückspiel ausgetragene Finale; gegen den AC Florenz verlor er das Hinspiel im heimischen Ibrox Park mit 0:2, das Rückspiel im Stadio Comunale mit 1:2.
Zur Saison 1967/68 begab er sich in den Glasgower Stadtteil Maryhill um für den dort ansässigen Ligakonkurrenten Partick Thistle zu spielen. Bis zum Abstieg am Saisonende 1969/70 geschah dies. Anschließend spielte er sechs Jahre lang für den Erstligisten FC Motherwell. 
Zuletzt spielte er von 1976 bis 1980 für den FC Stranraer in der – nach Änderung des schottischen Ligasystems – nunmehr drittklassigen Scottish Second Division.

### Nationalmannschaft
Ritchie kam einzig am 2. Mai 1962 in Glasgow bei der 2:3-Niederlage im Freundschaftsspiel gegen die Nationalmannschaft Uruguays mit Einwechslung für Eddie Connachan zur zweiten Halbzeit zum Einsatz.

## Erfolge
- Finalist Europapokal der Pokalsieger 1961
- Schottischer Meister 1963, 1964
- Schottischer Pokal 1962, 1963, 1964, 1966
- Schottischer Ligapokal-Sieger 1962, 1964, 1965